# تشاني (شخصية)
تشاني (بالإنجليزية: Chani؛ /ˈtʃeɪni/ CHAY-nee أو /ˈtʃɑːni/ CHAH-nee) هي شخصية خيالية من سلسلة فرنشايز كثيب التي ألَّفها فرانك هربرت. ظهرت في رواية كثيب ومسيح كثيب. تُعرف بشكل أساسي بأنها زوجة فرمِنية وعشيقة بطل الرواية بول آتريديز القانونية، وهي ابنة عالم الكواكب الإمبراطوري لييت كاينز وزوجته الفرمِنية فارولا، ولاحقًا والدة التوأم غنيمة وليتو الثاني آتريديز. تم إحياء الشخصية لاحقًا كغولا، وظهرت في صيادو كثيب (2006) وديدان رمال كثيب (2007)، روايات برايان هربرت وكيفن ج. أندرسون التي تكمل السلسلة الأصلية.
لعبت الممثلة شون يونغ دور تشاني في فيلم ديفيد لينش كثيب (1984)، ولعبت باربورا كوديتوفا دورها في المسلسل القصير كثيب لفرانك هربرت (2000) لجون هاريسون وتكملته ذرية كثيب لفرانك هربرت (2003). لعبت زيندايا دور الشخصية في فيلم كثيب (2021) لديني فيلنوف تكملته 2024.